# The English
The English är en amerikansk-brittisk miniserie från 2022. För brittiska tittare släpptes seriens sex avsnitt gradvis under november och december 2022. För resten av världen tillgängliggjordes alla avsnitt samtidigt den 11 november på Prime Video.
Serien handlar om engelskan lady Cornelia Locke. 1890 färdas hon till den amerikanska västern för att hämnas på mannen som hon ser som ansvarig för sin sons död. Hon träffar Eli Whipp, en före detta kavalleriscout och medlem av indianstammen Pawnee sedan födseln. Eli är på väg till Nebraska för att göra anspråk på den mark han har förtjänat för att ha tjänstgjort i den amerikanska armén.
Recensenten Tor Aavatsmark gav den högsta betyg och såg "[e]n av årets starkaste, och smartaste, serier". Kritikern Jan Söderqvist berömde skådespelarinsatserna och den visuella framställningen, men menade att slutresultatet "är som när någon envisas med att komplicera italiensk matlagning med för många ingredienser: det blir stabbigt och överarbetat".

## Rollista (i urval)
- Emily Blunt – lady Cornelia Locke
- Chaske Spencer – Eli Whipp